# Allium oporinanthum
Allium oporinanthum là một loài thực vật có hoa trong họ Amaryllidaceae. Loài này được Brullo, Pavone & Salmeri mô tả khoa học đầu tiên năm 1997.